# Sclerolaena parviflora
Sclerolaena parviflora är en amarantväxtart som först beskrevs av R. H. Anderson, och fick sitt nu gällande namn av Andrew John Scott. Sclerolaena parviflora ingår i släktet Sclerolaena och familjen amarantväxter. Inga underarter finns listade i Catalogue of Life.